# Enrico Berrè
Enrico Berrè (né le 10 novembre 1992 à Rome) est un escrimeur italien qui tire au sabre.

## Biographie
Enrico Berrè obtient la médaille de bronze en individuel et la médaille d'or par équipes lors des Championnats d'Europe à Zagreb en 2013. En 2010, à Lobnia, il avait été champion d'Europe junior.
Lors des championnats d'Europe d'escrime 2014, il remporte le titre du sabre par équipes. Lors des championnats du monde d'escrime 2015, il remporte le titre du sabre par équipes, mais est en réserve lors de la finale gagnée contre la Russie.